# Кочетков, Григорий Сергеевич
Григорий Сергеевич Кочетков (23 января 1904, Чебудасы, Симбирская губерния — 17 августа 1943, Духовщинский район, Смоленская область) — красноармеец Рабоче-крестьянской Красной Армии, участник Великой Отечественной войны, Герой Советского Союза (1944).

## Биография
Григорий Кочетков родился 23 января 1904 года в деревне Чебудасы (ныне — Атяшевский район Мордовии) в крестьянской семье. Окончил четыре класса школы. Был ремонтным рабочим на железной дороге, учеником слесаря в Шилкинском депо. Потом его, как активиста, направили на работу в Нерчинский уком комсомола. С 9 февраля по 8 октября 1926 года был первым секретарём Могочинского райкома комсомола. В 1926 году Г. С. Кочетков был направлен в военно-политическую школу. Служил в Армии. В 1928 году в звании политрука роты вернулся со службы на ст. Шилка. Вскоре оказался на партийной работе в Зилово, Ксеньевской, Могоче, Чернышевске. В начале войны работал машинистом паровоза на ст. Сретенск Читинской области. 3 февраля 1943 года Кочетков был повторно призван в армию Читинским городским военным комиссариатом. Уже с 10 февраля — на фронтах Великой Отечественной войны. Был пулемётчиком 875-го стрелкового полка 158-й стрелковой дивизии 39-й армии Калининского фронта. Отличился в ходе освобождения Смоленской области.
В ходе штурма вражеского сильно укреплённого пункта в районе деревни Клячино Пречистенского (ныне — Духовщинского) района Смоленской области 17 августа 1943 года Кочетков первым в своём подразделении поднялся в атаку с криком: «За Родину! За Сталина!». Увлекая за собой бойцов роты, он, продвигаясь вперёд, ворвался во вражеские траншеи. Огнём из ручного пулемёта он уничтожил более 10 вражеских солдат. Действия Кочеткова способствовали взятию этого важного узла немецкой обороны. Противник предпринял против советских бойцов мощную контратаку батальоном пехоты при поддержке самоходной артиллерийской установки «Фердинанд». Бой продолжался в течение полутора часов. Во время него Кочетков получил два ранения, но поля боя не покинул, продолжая вести огонь по контратакующим из пулемёта, уничтожив 15 солдат и офицеров противника. Когда противник подошёл к линии обороны на расстояние сорока метров, Кочетков поднялся в атаку, увлекая за собой бойцов. Изрешечённый пулями, он погиб в этом бою, но контратака была успешно отражена. Похоронен в деревне Большое Береснёво того же района.
За отличие в этом бою Приказом № 06/н по 875-му стрелковому полку от 1 сентября 1943 года Кочетков посмертно был награждён орденом Отечественной войны 1-й степени. 21 сентября 1943 года командир 158-й стрелковой дивизии генерал-майор Иван Безуглый представил его к званию Героя Советского Союза. Указом Президиума Верховного Совета СССР от 4 июня 1944 года красноармеец Григорий Кочетков был удостоен высокого звания Героя Советского Союза. Также посмертно был награждён орденом Ленина.
В честь Кочеткова названа улица в Чите и школа в селе Большие Манадыши Атяшевского района.